# Múscraige
Los Múscraighe (ortografía antigua: Músgraige) fue un importante pueblo Érainn de Munster, descendientes de Cairpre Músc, hijo de Conaire Cóem, un Rey Supremo de Irlanda. Estaban estrechamente relacionados con los Corcu Duibne y los Corcu Baiscind, ambos de Munster, y también con los Dál Riata de Ulster y Escocia, todos relacionados con los Síl Conairi de las leyendas irlandesas y escocesas. Un antepasado más distante fue el monarca legendario Conaire Mór, hijo de Eterscél, hijo de Íar, hijo de Deda mac Sin.
Mientras los pequeños reinos de los Múscraige estaban esparcidos por la provincia de Munster, el más grande se localizaba en las actuales baronías de Muskerry (Del oeste y Del este) en Cork central.
Las tribus o dinastías eran pre-Eóganachta, antes del siglo VI. En este tiempo, el territorio de Múscraige Mittaine no se extendía al sur del Río Lee (a pesar de que el río divide las baronías actuales). Una de las casas puede ser encontrada en el Libro de Leinster.
Las principales familias fueron:
| Nombre irlandés de la túath               | Baronía equivalente                                  | Condado                                |
| ----------------------------------------- | ---------------------------------------------------- | -------------------------------------- |
| Múscraige Tíre                            | Ormond Lower y Owney y Arra                          | Condado Tipperary                      |
| Múscraige Breógain                        | Clanwilliam                                          | Condado Tipperary                      |
| Múscraige Tri Maighe                      | Orrery and Kilmore y parte de la baronía de Duhallow | Condado de Cork                        |
| Múscraige Mittaine                        | Muskerry East, Muskerry West y Barretts              | Condado de Cork                        |
| Múscraige Aodha (Alias Múscraige Luachra) | Varias baronías                                      | Condados de Cork, Tipperary y Limerick |

Actuaron como vasallos y facilitadores para los ascendentes Eóganachta.
Un Rey de Munster del Múscraige fue Flaithbertach mac Inmainén.